# Мартсон, Фёдор Владимирович
Фёдор Влади́мирович Мартсо́н (1853—1916) — русский военный и государственный деятель, член Военного совета, Туркестанский генерал-губернатор, командующий войсками Виленского и Туркестанского военных округов. Брат генерал-майора Л. В. Мартсона.

## Биография
Фёдор Владимирович Мартсон родился 16 сентября 1853 года, православный. Начал службу 5 августа 1870 года. Окончил Нижегородский кадетский корпус и 1-е Павловское училище (1873).
Выпущен подпоручиком с прикомандированием к лейб-гвардии Волынскому полку, подпоручик  (1876).
Участник русско-турецкой войны 1877—1878.
Поручик (1877). Штабс-капитан (1881).
Окончил по 2-му разряду Николаевскую академию генштаба (1883). Капитан Генерального Штаба (1881).
Старший адъютант штаба 29-й пехотной дивизии (22 ноября 1883 — 24 октября 1884).
Состоял для поручений при штабе Виленского военного округа и заведывал передвижениями войск округа (24 октября 1884 — 6 февраля 1887).
Заведывающий передвижениями войск Нижегородско-Брестского района (1887—1894).
Начальник военных сообщений Киевского военного округа (23 февраля 1894 — 16 августа 1899). Генерал-майор (1899).
Окружной генерал-квартирмейстер штаба Варшавского военного округа (16 августа 1899 — 30 октября 1904). Генерал-лейтенант (1904).
Участник русско-японской войны 1904—1905. Начальник полевого штаба 3-й Маньчжурской армии (30 октября 1904 — 26 февраля 1906). Начальник 42-й пехотной дивизии (26 февраля 1906 — 30 июня 1907). Командир 15-го армейского корпуса (30 июня 1907 — 11 апреля 1909).
Помощник командующего войсками Виленского военного округа (11 апреля 1909 — 23 ноября 1910). Командующий войсками Виленского военного округа (23 ноября 1910 — 17 января 1913). Генерал от инфантерии (1910).
С 17 января 1913 — член Военного совета.
С  4 октября 1914 года был направлен в Ташкент и назначен командующим войсками Туркестанского военного округа и войсковым наказным атаманом Семиреченского казачьего войска и Туркестанским генерал-губернатором.
С июля 1916 года вернулся к непосредственной службе в Военном совете.
Фёдор Владимирович Мартсон скончался в октябре 1916 года.

## Награды
- Орден Святого Станислава 3-й степени с мечами и бантом (1878)
- Орден Святой Анны 4-й степени (1878)
- Орден Святой Анны 3-й степени с мечами и бантом (1878)
- Орден Святого Станислава 2-й степени (1885)
- Орден Святой Анны 2-й степени
- Орден Святого Владимира 4-й степени (1892)
- Орден Святого Владимира 3-й степени (1900)
- Орден Святого Станислава 1-й степени (1903)
- Орден Святой Анны 1-й степени с мечами (1905)
- Орден Святого Владимира 2-й степени (6 декабря 1909)
- Орден Белого орла (1913)
- Орден Святого Александра Невского (1915).